# Un matrimonio sotto l'albero
Un matrimonio sotto l'albero (A Christmas Wedding Tail) è un film per la televisione statunitense del 2011 diretto da Michael Feifer.

## Trama
Commedia natalizia che vede come protagonisti due cani e i loro due padroni, Jennie Garth e Brad Rowe. Grazie al labrador e al barboncino, i due si incontrano in un pomeriggio, camminando in un parco. È amore a prima vista. Entrambi hanno figli da precedenti matrimoni, ma questo non sarà certo di ostacolo. Nonostante alcuni screzi e incertezze, arrivano a sposarsi il giorno di Natale.